# Cantonul La Ferté-Macé
Cantonul La Ferté-Macé este un canton din arondismentul Alençon, departamentul Orne, regiunea Basse-Normandie, Franța.

## Comune
| Comune                    | Populație (1999) | Cod poștal | Cod INSEE |
| ------------------------- | ---------------- | ---------- | --------- |
| Antoigny                  | ...              | 61410      | 61004     |
| Couterne                  | ...              | 61410      | 61135     |
| La Ferté-Macé             | ...              | 61600      | 61168     |
| Lonlay-le-Tesson          | ...              | 61600      | 61233     |
| Magny-le-Désert           | ...              | 61600      | 61243     |
| Méhoudin                  | ...              | 61410      | 61257     |
| Saint-Maurice-du-Désert   | ...              | 61600      | 61428     |
| Saint-Michel-des-Andaines | ...              | 61600      | 61431     |
| La Sauvagère              | ...              | 61600      | 61463     |